# Santo Domingo (província)
Santo Domingo ou São Domingos é uma província da República Dominicana. Sua capital é a cidade de Santo Domingo Este. Foi separada do Distrito Nacional em 16 de outubro de 2001.

## Municípios
- Boca Chica
- Santo Domingo Este
- Santo Domingo Norte
- Santo Domingo Oeste
- Los Alcarrizos
- Pedro Brand
- San Antonio de Guerra

## Grupos étnicos
- 77,0% ascendência Africano (sobretudo do Congo e de origem Iorubá)
- 18,0% descendentes de europeus e Africano / Mulato
- 5,0% descendentes de europeus (principalmente das Canárias, Andaluzia, e de origem italiana).